# Aka (род)

Aka  (лат.) — род полужесткокрылых цикадовых насекомых из семейства Cixiidae. Встречаются только в Австралии (9 видов) и на Новой Зеландии (5 видов).

## Систематика
В составе рода 14 видов. Aka близок к родам Chathamaka и Yanganaka. Род Aka был впервые описан в  1879 году шотландским энтомологом Фрэнсисом Уайтом (1842-1894) на основании вида Cixius finitimus (Walker, 1858) из Новой Зеландии. Реликт Гондваны.
- Aka balma Löcker, 2015 — Австралия[1]
- Aka dobsonensis Löcker, 2015 — Австралия[1]
- Aka dunedinensis Larivière, 1999 — Новая Зеландия[2]
- Aka duniana (Myers, 1924) — Новая Зеландия[5]
- Aka finitima (Walker, 1858) — Новая Зеландия[6]
- Aka gwana Löcker, 2015 — Австралия[1]
- Aka hardyi Muir, 1931 — Тасмания (Австралия)[1][7]
- Aka issidopsis Löcker, 2015 — Австралия[1]
- Aka kuraka Löcker, 2015 — Австралия[1]
- Aka pirri Löcker, 2015 — Австралия[1]
- Aka rhodeae Larivière, 1999 — Новая Зеландия[2]
- Aka sorellensis Löcker, 2015 — Австралия[1]
- Aka tasmani Muir, 1931 — Тасмания (Австралия)[1][7]
- Aka westlandica Larivière, 1999 — Новая Зеландия[2]